# Myrmecina sicula
Myrmecina sicula är en myrart som beskrevs av Andre 1882. Myrmecina sicula ingår i släktet Myrmecina och familjen myror. Inga underarter finns listade i Catalogue of Life.